# Lunca (Alsóvidra község)
Lunca falu Romániában, Erdélyben, Fehér megyében. Közigazgatásilag Alsóvidra községhez tartozik.

## Fekvése
Alsóvidra (Vidra) mellett fekvő település.

## Története
Lunca korábban Alsóvidra része volt. 1956-ban vált külön településsé 73 lakossal.